# LCL
LCL (zkratka z anglického Loss-Less Codec Library) je soubor dvou bezztrátových video kodeků pro multimediální framework Video for Windows.
LCL (dříve LRC) je freeware (autorem je Japonec Kenji Oshima) a skládá se ze dvou kodeků – AVIzlib a AVImszh. Oba umožňují kompresi obrazu ve formátech RGB24 a YUV (1:1:1, 4:2:2, 4:1:1, 2:1:1 a 4:2:0).

## AVIzlib
AVIzlib je kodek využívající ke kompresi knihovnu zlib. Jeho FourCC kód je zlib. Umožňuje volbu kompresního algoritmu (vysoká rychlost, normální, vysoká komprese).

## AVImszh
AVImszh (MotionSZH) je kodek určený ke kompresi digitální animace. Ke kompresi využívá algoritmus LZ77. Jeho FourCC kód je mszh.